# Janesville (Iowa)
Janesville es una ciudad situada en los condados de Bremer y Black Hawk, en Iowa, Estados Unidos. Tiene una población estimada, a mediados de 2022, de 1050 habitantes.

## Geografía
La localidad está ubicada en las coordenadas 42°38′45″N 92°27′45″O / 42.64583, -92.46250. Según la Oficina del Censo, tiene una superficie total de 3.75 km², de la cual 3.60 km² corresponden a tierra firme y 0.15 km² están cubiertos de agua.

## Demografía
Según el censo de 2020, en ese momento había 1034 personas residiendo en la localidad. La densidad de población era de 287.22 hab./km². El 97.0% de los habitantes eran blancos, el 0.5% eran asiáticos y el 2.5% eran de una mezcla de razas. Del total de la población, el 1.2% eran hispanos o latinos de cualquier raza.